# Guettarda rotundifolia
Guettarda rotundifolia är en måreväxtart som beskrevs av Ignatz Urban. Guettarda rotundifolia ingår i släktet Guettarda och familjen måreväxter. Inga underarter finns listade i Catalogue of Life.